# SN 2009cd
SN 2009cd – supernowa typu II-P odkryta 28 lutego 2009 roku w galaktyce A102318+4905. W momencie odkrycia miała maksymalną jasność 21,30m.